# Viadukt bei Chrást
Das Viadukt bei Chrást ist eine Brücke der Bahnstrecke Ejpovice–Stupno über das Tal der Klabava. Die 1862 in Betrieb genommene Brücke wird nach wie vor für den Eisenbahnverkehr genutzt.

## Geschichte
Rudolf Schifkorn hatte 1853 in Österreich ein neues Brückenkonstruktionssystem entwickelt, bei dem die hölzernen Howeschen Fachwerkträger ganz aus Eisen bestanden. Die Teile, die Druckbeanspruchungen ausgesetzt waren, also der Obergurt und die geneigten Streben, in denen durch die vertikalen Spannstangen stets künstlich ein Überdruck erzeugt wurde, stellte er aus Gusseisen her, während er für den gezogenen Untergurt schmiedeeiserne Flachschienen und ebenso für die Spannstangen Schmiedeeisen nahm. Den Obergurt setzte Schifkorn aus einzelnen von Knoten zu Knoten reichenden Stücken zusammen, die mittels durchlaufender, an den Endständern angespannter Längsschienen zusammengehalten wurden. Auch die Streben waren aus einzelnen Stücken zusammengesetzt, so dass sie bei hohen Trägern und mehrfachem Netzwerk aus bis zu vier Teilen bestanden, die durch zwei schmiedeeiserne Bänder fixiert waren. Die Hauptträger jeder Brücke bildeten zwei bis vier nebeneinander gestellte, miteinander verbundene und gleich konstruierte Wände.

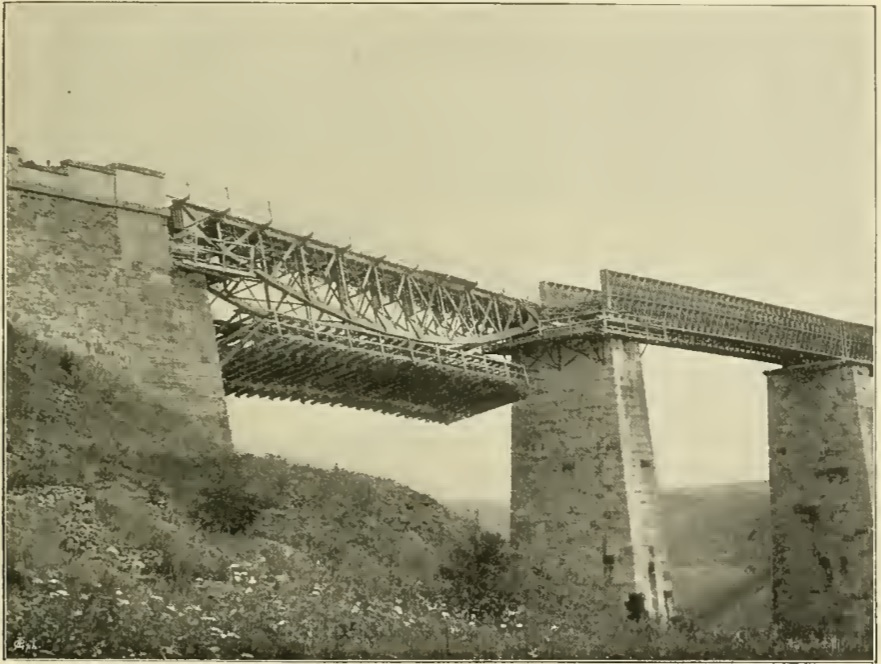
Klabava-Viaduct bei Chrást während der Auswechslung der Schifkorn-Träger (1892)

Das Schifkornsche Brückensystem wurde bei seinem Erscheinen geradezu enthusiastisch begrüßt. Man rühmte den Vorteil dieser Brücken, die im Gegensatz zu den damals auftauchenden Gitterbrücken keine Nieten benötigten. Es fehlte aber nicht an Gegnern, insbesondere Carl von Hornbostel und Wilhelm Pressel, die der Konstruktion eine sehr kühle sachliche Kritik gegenüberstellten.
Die Zusammensetzung der Träger aus vielen Teilen und deren mangelhafte Verbindung, die Unbestimmtheit, die durch die künstlichen Spannungen in die Wirkungsweise der Glieder hineingetragen wurde, die Verwendung des unverlässlichen Gusseisens und dessen Kombination mit Schmiedeeisen, also die Verbindung von Materialien mit ungleichen Elastizitäts-Verhältnissen, wurden schnell als Schwachstellen des neuen Trägers erkannt. Als bei der Brückenkatastrophe bei Czernowitz am 4. März 1868 ein 37 m weites Brückenfeld der Pruthbrücke unter einem gemischten Güter- und Personen-Zug zusammenbrach, wurden die Konstruktionsfehler offensichtlich. Die Schifkorn-Träger in mehr als 150 Eisenbahnbrücken wurden anschließend durch die inzwischen anerkannten genieteten Fachwerksbrücken ersetzt.
Erst 1892 wurden auch die Träger des Viadukts in Chrást gegen Fischbauchträger ausgetauscht. Kurz darauf wurde im Jahr 1894 die letzte Schifkorn-Eisenbahnbrücke in Österreich, die Elbebrücke der Bahnstrecke Bodenbach–Tannenberg (heute: Děčín hl.n.–Jedlová) bei Tetschen, durch eine modernere Konstruktion ersetzt.
Die Brücke wurde zwischen 2002 und 2003 instand gesetzt. Die 1892 eingebauten Überbauten wurden dabei belassen.

## Technische Daten
Die Brücke besteht aus zwei äußeren Brückenköpfen und zwei Pfeilern, über die drei Fischbauchträger führen.
Die Höhe der Brücke beträgt 25,7 m, die Gesamtlänge 105 m.